# Parc national du Tchikoï
Le parc national du Tchikoï (en russe : Чикой, национальный парк) a été officiellement créé le 28 février 2014 en Russie. Il couvre une surface de 6 664 km2, et se situe dans une région de steppes montagneuses, dans le centre-sud de la Sibérie, non loin de la frontière avec la Mongolie. Le parc appartient administrativement au raïon Krasnotchikoïski du kraï de Transbaïkalie. Le parc fait partie de l'écorégion du lac Baïkal, à environ 250 kilomètres au sud-est de ses rives, dans la zone de transition entre la taïga sibérienne et les steppes mongoles. L'objectif visé par la création du parc est la « préservation de l'unique complexe naturel dans le cours supérieur de la rivière Tchikoï ». Bien que le tourisme et la pêche sportive soient encouragés, la chasse et les routes sont interdites.

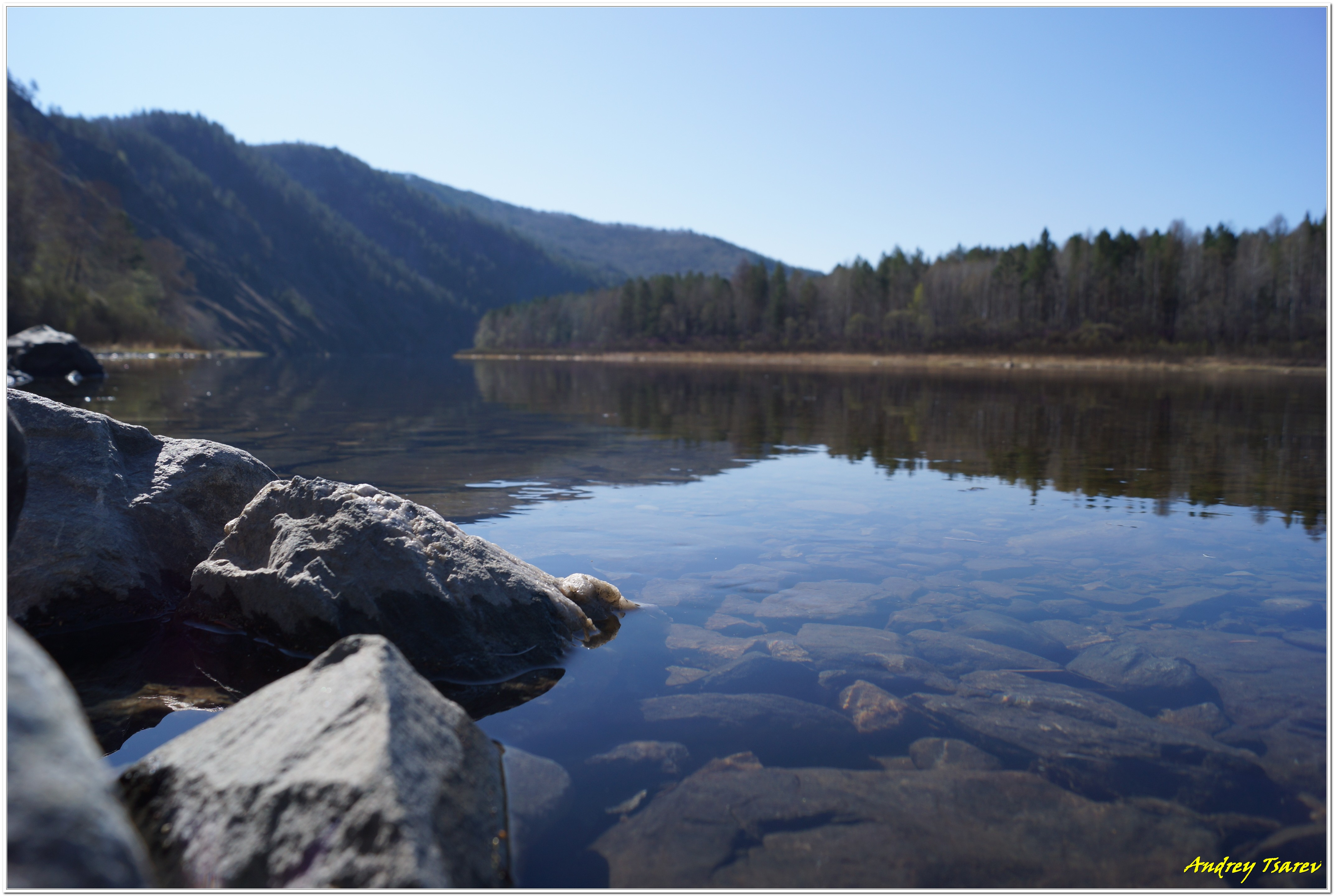
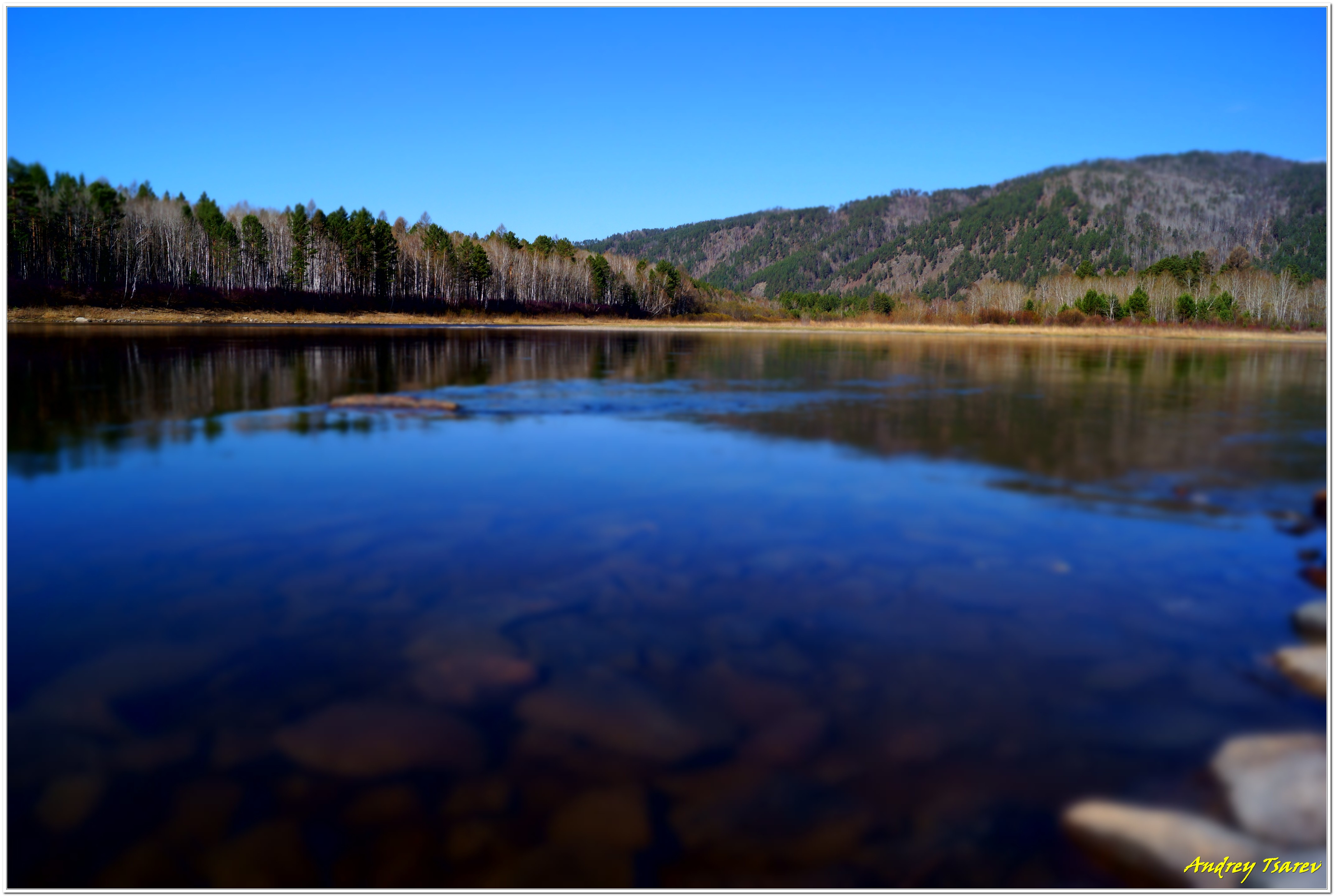